# Mleczaj leszczynowy

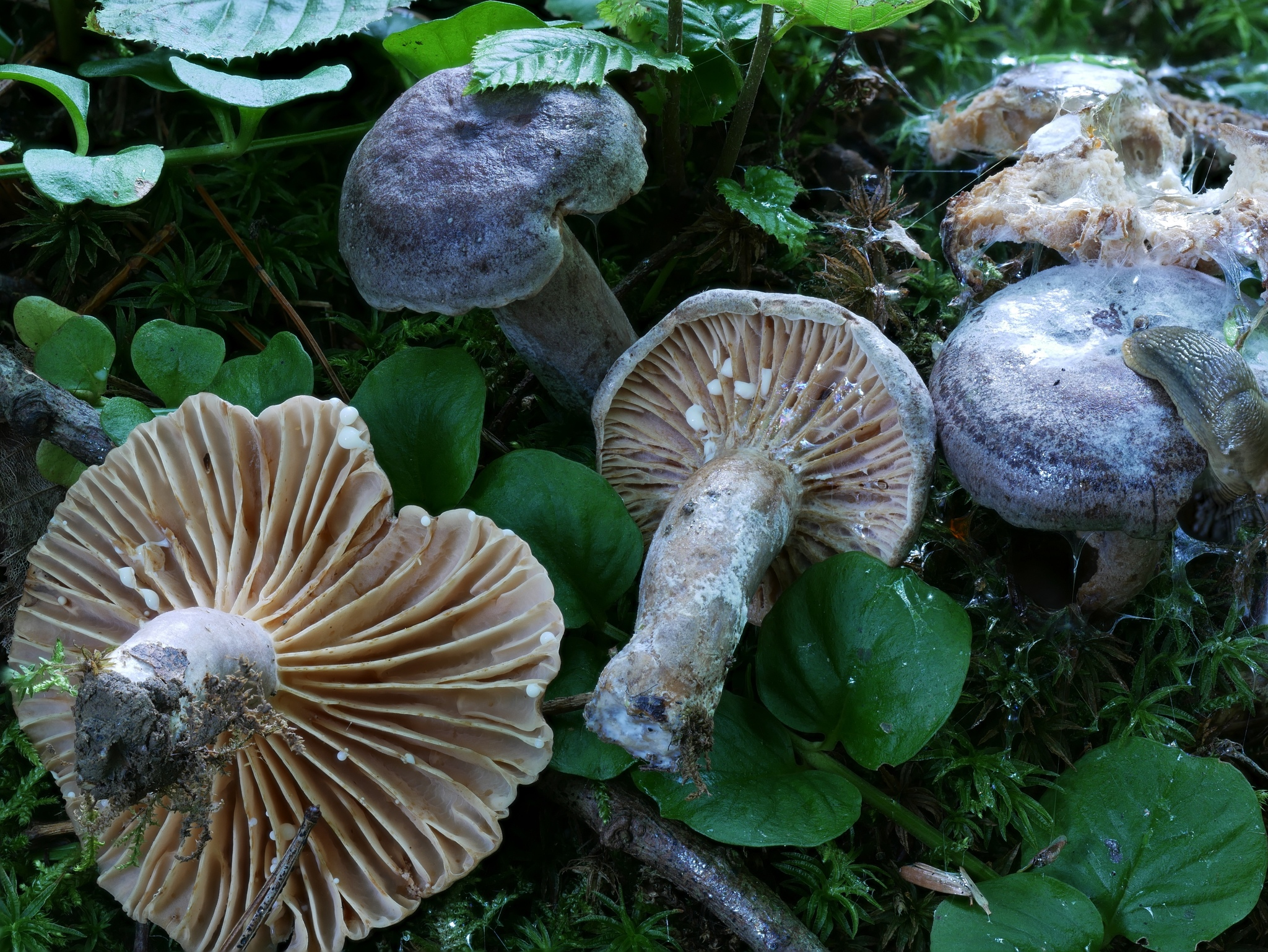

Mleczaj leszczynowy (Lactarius pyrogalus Fr.) – gatunek grzybów z rodziny gołąbkowatych (Russulaceae).

## Systematyka i nazewnictwo
Pozycja w klasyfikacji według Index Fungorum: Lactarius, Russulaceae, Russulales, Incertae sedis, Agaricomycetes, Agaricomycotina, Basidiomycota, Fungi.
Po raz pierwszy opisał go w 1792 r. Jean Baptiste François Bulliard, nadając mu nazwę Agaricus pyrogalus. W 1838 r. Elias Fries przeniósł go do rodzaju Lactarius. Niektóre synonimy łacińskie:

- Agaricus pyrogalus Bull. 1792
- Agaricus pyrogalus Bull. 1792 var. pyrogalus
- Galorrheus pyrogalus (Bull.) P. Kumm. 1871
- Lactifluus pyrogalus (Bull.) Kuntze 1891

Nazwę polską podał Władysław Wojewoda w 2003 r. W polskim piśmiennictwie mykologicznym gatunek ten opisywany był też pod nazwami: mleczaj gryzący, mleczaj ognisty, mleczaj ogniowy.

## Morfologia
Kapelusz
o Średnicy do 8, czasem do 11 cm, młody – wypukły i oślizgły, później szeroki, miseczkowaty, na brzegu zazwyczaj falisto powyginany. Powierzchnia śliska, ale nie lepka początkowo ciemna, mięsistoszara z fioletowym odcieniem, potem tylko na środku pozostaje brudnawa i nieco brązowoliwkowa, na brzegu jaśniejsza, szarawa, w stanie dojrzałym ma wyblakłe pręgowanie. Brzeg podgięty, ale szybko wyprostowujący się.
Blaszki
Młode – białawe, potem bladoochrowe; dosyć gęste, przyrośnięte i nieco zbiegające na trzon, ostre zarówno przy brzegu, jak przy trzonie. Mleczko białe, nie zmieniające na powietrzu barwy, o ostrym smaku i słabym zapachu.
Trzon
Wysokość 3–7 cm, grubość 0,5–1,8 cm, o zwężonej podstawie. Powierzchnia gładka i sucha, tej samej barwy co kapelusz.
Miąższ
Wodnisty, białawy; z piekącym, białym mleczkiem, nie zmieniającym barwy przy wysychaniu.
Wysyp zarodników
Jasnoochrowy.
Cechy mikroskopowe
Zarodniki 8–10 × 6–8 µm, elipsoidalne, o powierzchni pokrytej brodawkami i łącznikami nie tworzącymi jednak siateczki, bardziej podobne do grzebieni. Podstawki 30–40 × 8–9 µm. Cystydy liczne, 50–70 × 6–8 µm.

## Występowanie i siedlisko
Najwięcej stanowisk podano w Europie i Ameryce Południowej, pojedyncze także w Azji na Nowej Zelandii. W Polsce dość częsty, W. Wojewoda w 2003 r. przytoczył wiele stanowisk, w późniejszych latach podano wiele następnych.
Naziemny grzyb mykoryzowy. Rośnie pod różnymi gatunkami drzew liściastych, takimi jak: leszczyna, dąb, grab, wiąz, jesion i inne.